# Aleurocanthus lobulatus
Aleurocanthus lobulatus là một loài côn trùng cánh nửa trong họ Aleyrodidae, phân họ Aleyrodinae.
Aleurocanthus lobulatus được Jesudasan & David miêu tả khoa học đầu tiên năm 1991.